# Xã Forest City, Quận Howard, Iowa
Xã Forest City (tiếng Anh: Forest City Township) là một xã thuộc quận Howard, tiểu bang Iowa, Hoa Kỳ. Năm 2010, dân số của xã này là 768 người.